# Tricholepidium buergerianum
Tricholepidium buergerianum är en stensöteväxtart som först beskrevs av Friedrich Anton Wilhelm Miquel, och fick sitt nu gällande namn av Fraser-jenk. Tricholepidium buergerianum ingår i släktet Tricholepidium och familjen Polypodiaceae. Inga underarter finns listade.